# تفسير السدي
تفسير السدي هو كتاب في تفسير القرآن لإسماعيل بن عبد الرحمن بن أبي كريمة، أبو محمد السدي الكبير الحجازي.
وتفسير السدي من الأهمية بمكان، فإنما يسنده بأسانيد إلى عبد الله بن مسعود، وابن عباس، وروى عن السدي الأئمة مثل: سفيان الثوري، وشعبة بن الحجاج.
والسُّدي أكثر التابعين بإطلاق حكاية للإسرائيليات، بل فاق الإخباريين عن بني إسرائيل؛ ككعب الأحبار ووهب بن منبه وأمثالهم.
وله اجتهاداتٌ ونظرٌ، وهو غير حجة فيما ينفرد فيه من دعاوى النسخ.

## اعتماد المفسرين على تفسير السدي
وتفسير السدي يورد منه ابن جرير كثيرا من طريق السدي، عن أبي مالك، وعن أبي صالح، عن ابن عباس، وعن مرة، عن ابن مسعود، وناس من الصحابة هكذا، ولم يورد منه ابن أبي حاتم شيئا؛ لأنه التزم أن يخرج أصح ما ورد، والحاكم يخرج منه في مستدركه أشياء ويصححه، لكن من طريق مرة، عن ابن مسعود وناس فقط، دون الطريق الأول، وقد قال ابن كثير: إن هذا لإسناد يروي به السدي أشياء فيها غرابة.

## الانتقادات الموجهة لتفسير السدي
ذكر أبو حيان: أن الشعبي كان لا يعجبه تفسير السدي، ويطعن عليه وعلى أبي صالح؛ لأنه كان يراهما مقصرين في النظر.
وروى ابن جرير: أن الشعبي كان يمر بأبي صالح باذان فيأخذ بأذنه فيعركها ويقول: تُفسِّر القرآن وأنت لا تقرأ القرآن، وروى ابن جرير أيضا عن صالح بن مسلم قال: مَرَّ الشعبي على السدي وهو يفسِّر فقال: لأن يُضرب على إستك بالطبل خير لك من مجلسك هذا.
والسُّدي أكثر التابعين بإطلاق حكاية للإسرائيليات، بل فاق الإخباريين عن بني إسرائيل؛ ككعب الأحبار ووهب بن منبه وأمثالهم.
وله اجتهاداتٌ ونظرٌ، وهو غير حجة فيما ينفرد فيه من دعاوى النسخ، فهو جسر في هذا الباب جدا.